# Dãy núi Côn Lôn
Dãy núi Côn Lôn hay Côn Lôn sơn (tiếng Trung phồn thể: 崑崙山, giản thể: 昆仑山, bính âm: Kūnlún Shān) là một trong những dãy núi dài nhất tại châu Á, nó trải dài trên 3.000 km từ Pamir (Afghanistan) ở phía tây qua Tân Cương tới Thanh Hải ở phía đông, với chiều rộng khoảng 130–200 km. Độ cao bình quân 5.500-6.000 m với phía tây chật hẹp và cao còn phía đông rộng rãi và thấp hơn.

## Lịch sử
Dãy Côn Lôn chạy theo hướng Tây - Đông, tạo thành ranh giới phía bắc của cao nguyên Tây Tạng và rìa phía Nam của lòng chảo Tarim, sa mạc khét tiếng Takla Makan và sa mạc Gobi. Một loạt các con sông quan trọng chảy ra từ dãy núi này, bao gồm sông Karakash ('Hắc Ngọc Hà') và sông Yurungkash ('Bạch Ngọc Hà'), chảy qua ốc đảo Hòa Điền vào Sa mạc Taklamakan.
Đỉnh cao nhất của dãy Côn Lôn là Mộ Sĩ Sơn (7.167 m) trong vùng khu vực Vu Điền (Keriya). Arka Tagh là trung tâm của Côn Lôn Sơn; đỉnh cao nhất của nó là Ulugh Muztagh (Mộc Tư Tháp Cách Sơn - 6.973 m, không phải là 7.723 m). Một số tác giả cho rằng dãy Côn Lôn kéo dài về phía bắc theo hướng tây xa tới Kongur Tagh (Công Cách Nhĩ Sơn - 7.649 m) và Muztagh Ata nổi tiếng (Mộ Sĩ Tháp Cách Phong - 7.546 m). Nhưng các ngọn núi này về mặt tự nhiên thì liên quan nhiều tới dãy núi Pamir hơn.
Dãy núi Bayankala, nhánh phía Nam của dãy núi Côn Lôn, tạo thành đường phân nước giữa lưu vực của hai con sông dài nhất Trung Quốc là Dương Tử và Hoàng Hà.
Dãy núi này được hình thành tại rìa phía bắc của mảng kiến tạo Cimmeria trong quá trình va chạm của nó, vào cuối kỷ Trias, với lục địa Siberia, kết quả là sự khép kín của đại dương Paleo-Tethys.

## Thần thoại
Dãy núi Côn Lôn nổi tiếng trong thần thoại Trung Hoa và người ta tin rằng nó là thiên đường của những người theo Đạo giáo.
Theo truyền thuyết, người đầu tiên đến thiên đường này là Chu Mục vương của nhà Chu. Ông ngẫu nhiên phát hiện ra cung điện bằng ngọc của Hoàng Đế, vị hoàng đế thần thoại và là người sáng tạo ra nền văn hóa Trung Hoa, và đã gặp Tây Vương Mẫu, mà đỉnh cao sự sùng bái tôn thờ bà đã diễn ra vào thời nhà Hán, nơi ở thần thoại của bà cũng nằm trong dãy núi này.
Tu viện lạt ma Shangri-La hư cấu cũng nằm trong dãy núi này.

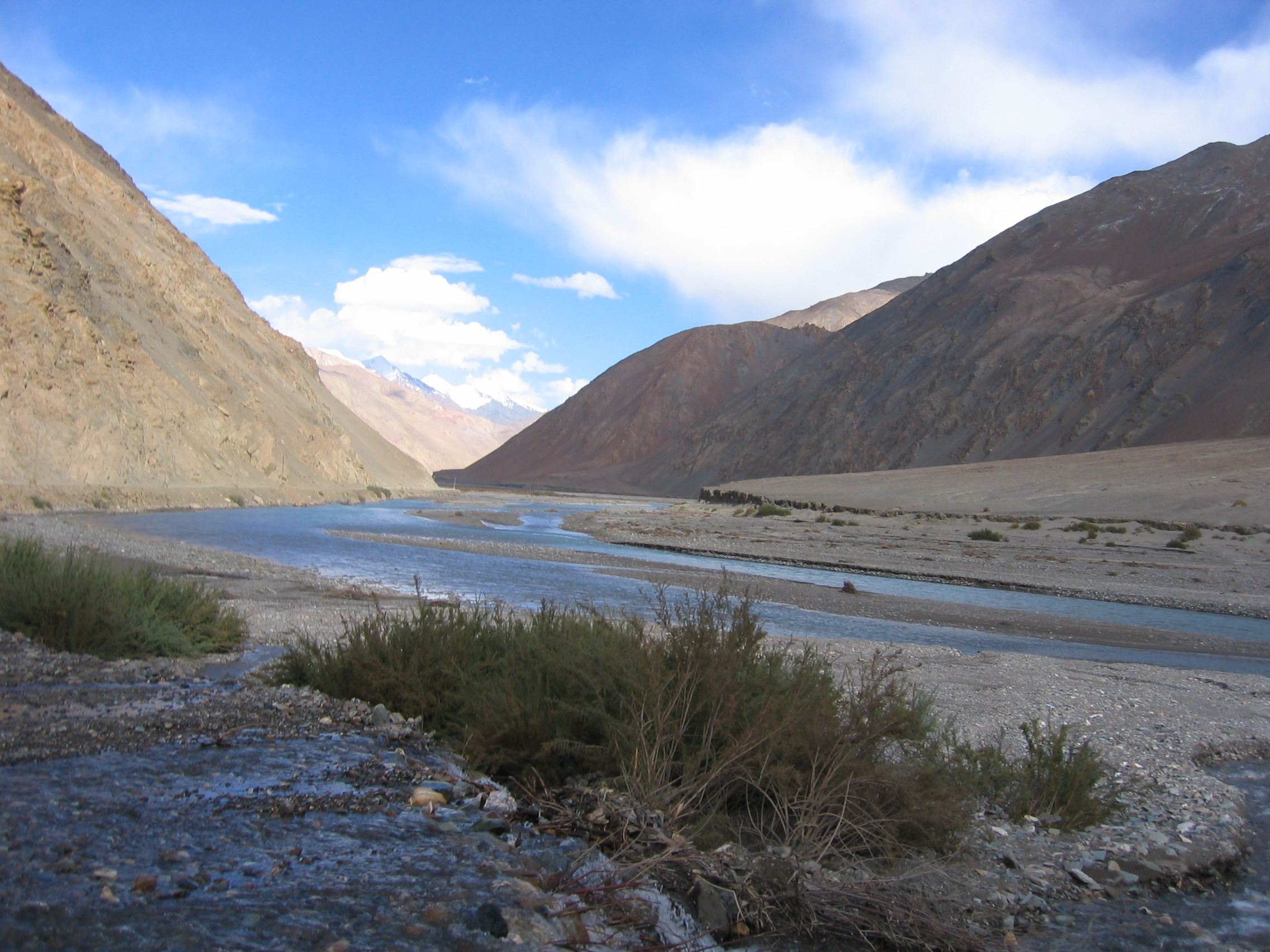
Sông Karakash ở miền tây dãy núi Côn Lôn, nhìn từ đường quốc lộ Tây Tạng-Tân Cương.
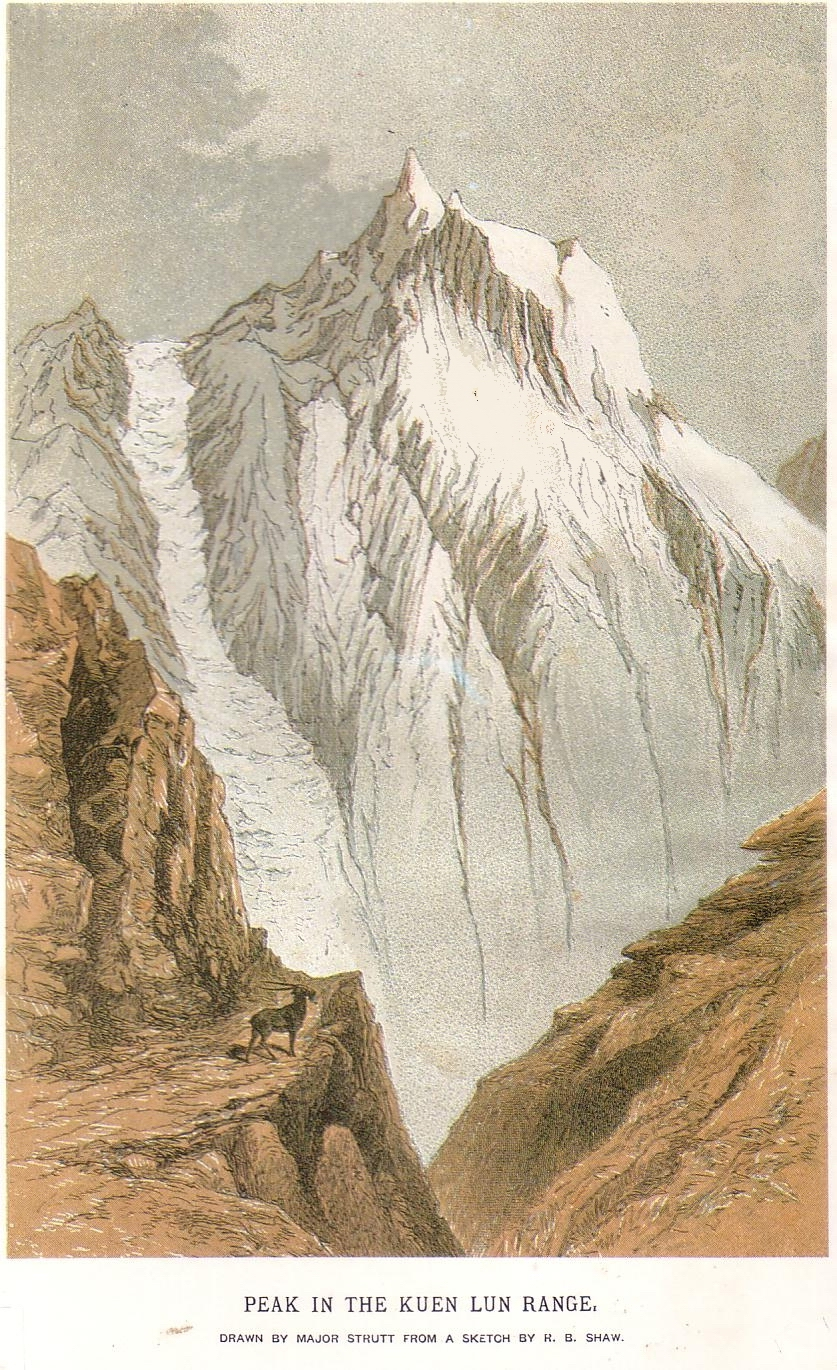
Một đỉnh núi trong dãy Côn Lôn